# エイ・ブギー・ウィット・ダ・フーディ
エイ・ブギー・ウィット・ダ・フーディ（A Boogie wit da Hoodie、本名: アーティスト・ジュリアス・デゥボーズ、1995年12月6日 - ）は、アメリカ合衆国ニューヨーク州ニューヨークシティ出身のラッパー、歌手、ソングライター、ヒップホップミュージシャン。略称のA Boogieと呼ばれることが多い。
2016年から音楽活動をはじめ、2017年のシングル「Drowning」のヒットで広く知られるようになる。2018年には楽曲「Look Back at It」がヒットしBETアワードの新人賞にノミネートされる。2作目のアルバム『Hoodie SZN』は米ビルボード200で初の1位となった。2020年には3作目のアルバム『Artist 2.0』をリリースした。

## 来歴

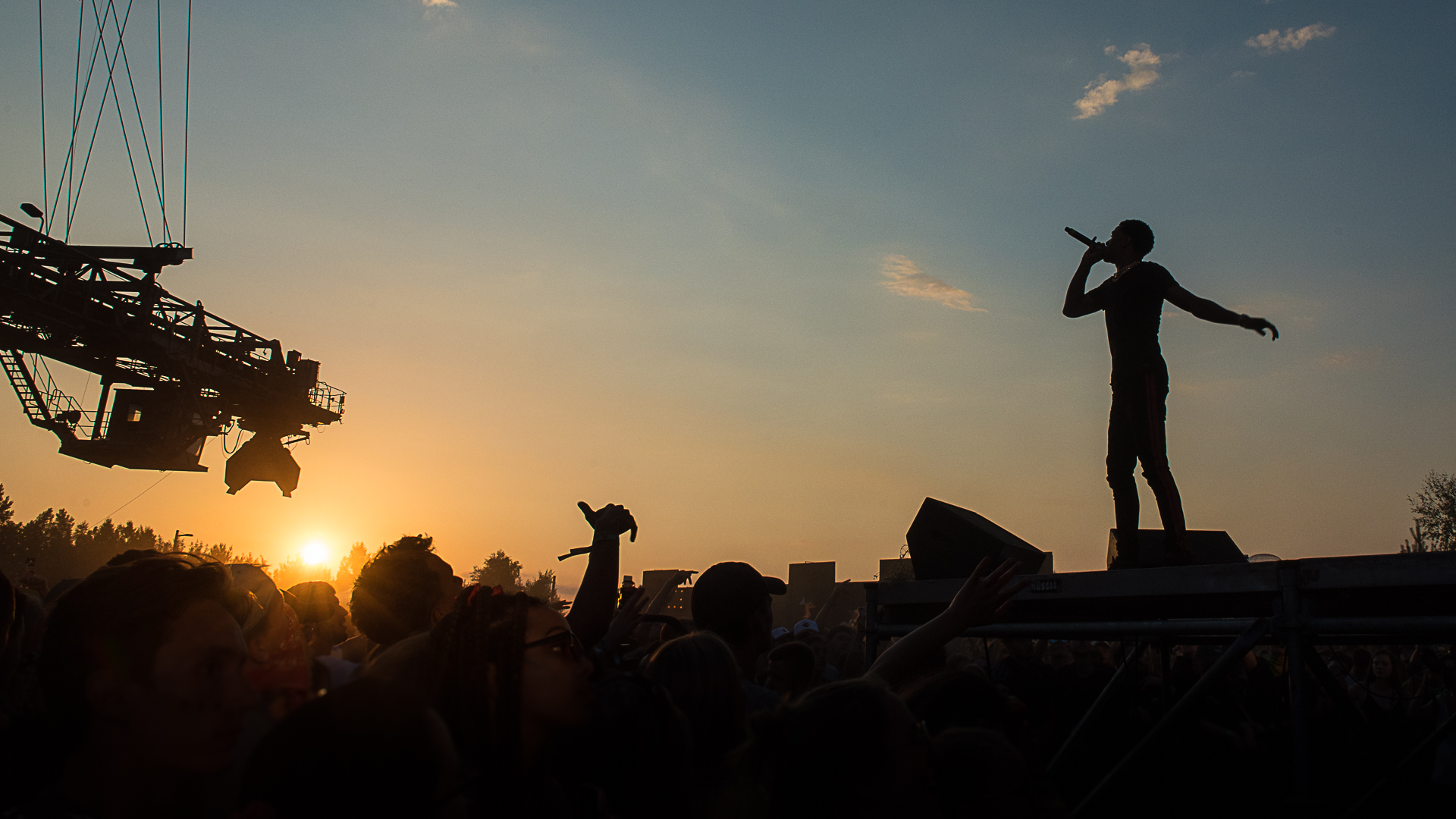
Splash!のステージでのA Boogie（2018年）

1995年12月6日、エイ・ブギー・ウィット・ダ・フーディこと、アーティスト・ジュリアス・デゥボーズはニューヨーク市ブロンクスのハイブリッジで生まれた。エイ・ブギーはハイブリッジで育ち、12歳の時にカニエ・ウェストや50セントを聴いてラップを始めた。
2016年2月、初のフルレングス・ミックステープ『Artist』をリリースした。5月18日、ハイブリッジを拠点に活動する仲間のラッパーDon Qとのコラボレーション・ミックステープ『The Takeover Vol.1』をリリースした。7月、アトランティック・レコードと契約を結ぶ。
2017年6月、エイ・ブギーはXXLの「2017 Freshman Class」に選ばれた。9月29日、デビュー・アルバム『The Bigger Artist』をリリース。リード・シングルであるコダック・ブラックをフィーチャーした「Drowning」は全米ビルボード・ホット100で38位を記録した。
2018年12月21日、2作目のアルバム『Hoodie SZN』をリリースし全米1位を記録する。収録曲「Look Back at It」は4xプラチナディスクに認定されるなどヒットした。
2020年2月14、3作目のアルバム『Artist 2.0』がリリースされ、全米2位を記録する。

## 人物

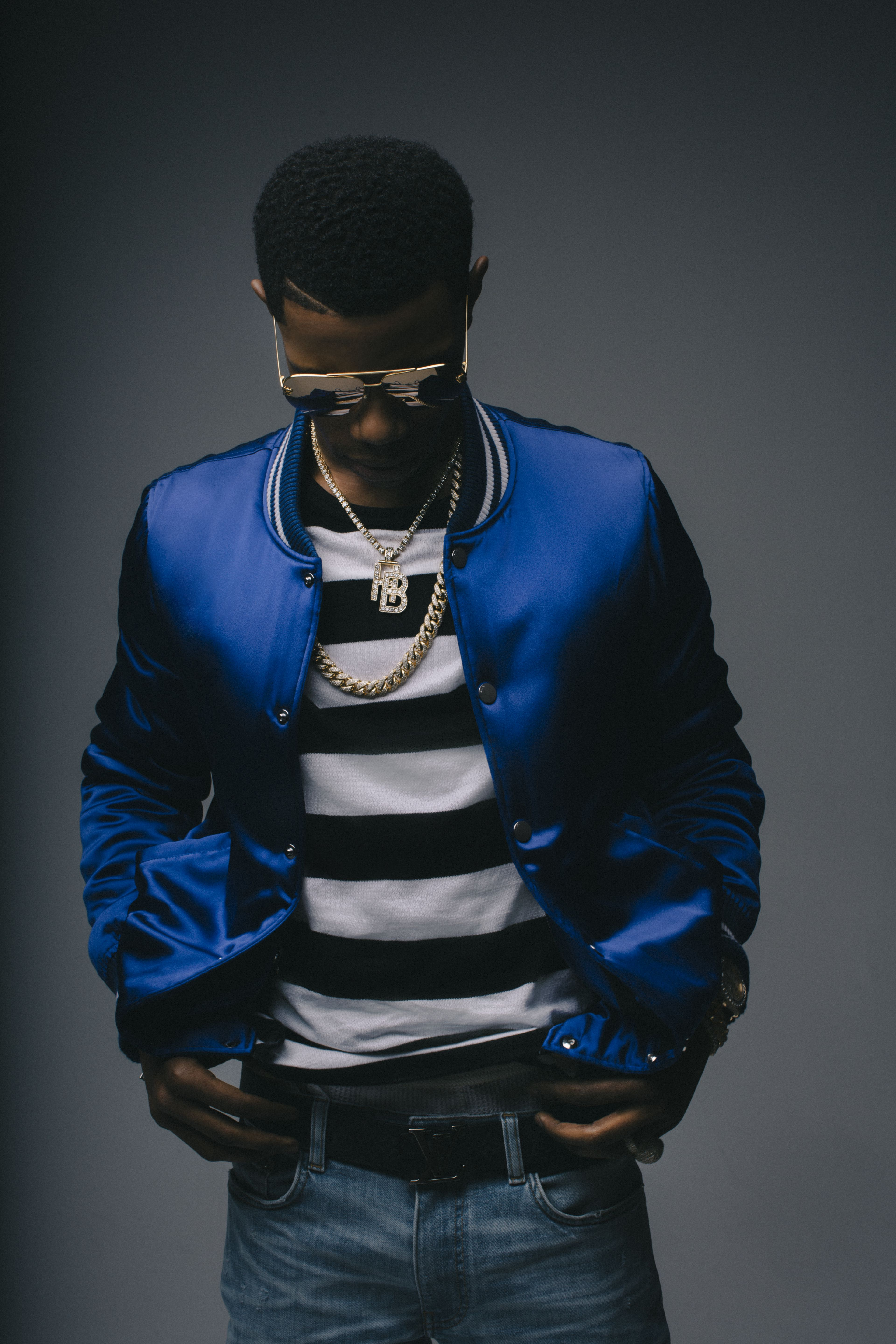
A Boogie（2017年）

### 家族
エイ・ブギーには恋人エラ・ロドリゲスとの間に娘と息子がいる。娘のメロディ・バレンタイン・デュボースは2017年のバレンタインデーに、息子のアーティストJr.は2020年6月27日に誕生した。

## ディスコグラフィ
スタジオ・アルバム
- The Bigger Artist (2017年)
- Hoodie SZN (2018年)
- Artist 2.0 (2020年)